# Poppenburg (Holzen)
Die Poppenburg  ist eine abgegangene Spornburg oberhalb von Holzen im Landkreis Holzminden in Niedersachsen.

## Lage
Die Poppenburg liegt am nordöstlichen Rand von Holzen auf einem lang gezogenen Bergsporn oberhalb des Ruthebachs. Der überlieferte Flurname für das Areal lautet Poppenburg. Die Befestigungsanlage befindet sich auf einem Plateau, dass nach Norden, Süden und Westen durch steil abfallende Felswände natürlich gesichert ist und das einen Einblick in zwei Seitentäler gewährt.

## Geschichte
Es bestehen keine historischen Überlieferungen zur Befestigungsanlage, so dass nichts über ihre Erbauer und Nutzer sowie ihre einstige Funktion bekannt ist. Anhand von Fundstücken, wie Gefäßkeramik und Reitersporen, lässt sich ihr Bestehen in die Zeit von der zweiten Hälfte des 11. Jahrhunderts bis in die zweite Hälfte des 12. Jahrhunderts datieren. Es könnte ein Zusammenhang zur Homburg und zum Kloster Amelungsborn bestehen, die in der ersten Hälfte des 12. Jahrhunderts errichtet wurden.
Die Befestigungsanlage wurde 1984 von einem Heimatforscher bei einer Geländebegehung entdeckt. Archäologische Untersuchungen der Anlage haben bisher nicht stattgefunden.

## Beschreibung
Die Innenfläche der Burg hat eine Größe von etwa 27 × 18 Meter. Eine Bodensenke lässt den Keller eines früheren Gebäudes annehmen. Ein sieben bis neun Meter breiter und zwei Meter tiefer Burggraben schützte die Anlage im Norden und Osten, wo zudem ein zwei Meter hoher Wall erhalten ist. Eine natürliche Felsspalte bot zusätzlichen Schutz nach Südwesten. Dort schließt sich eine Fläche von 25 × 40 Meter an, auf der sich frühere Wirtschaftsgebäude der Burg vermuten lassen.